# Culinária da Líbia

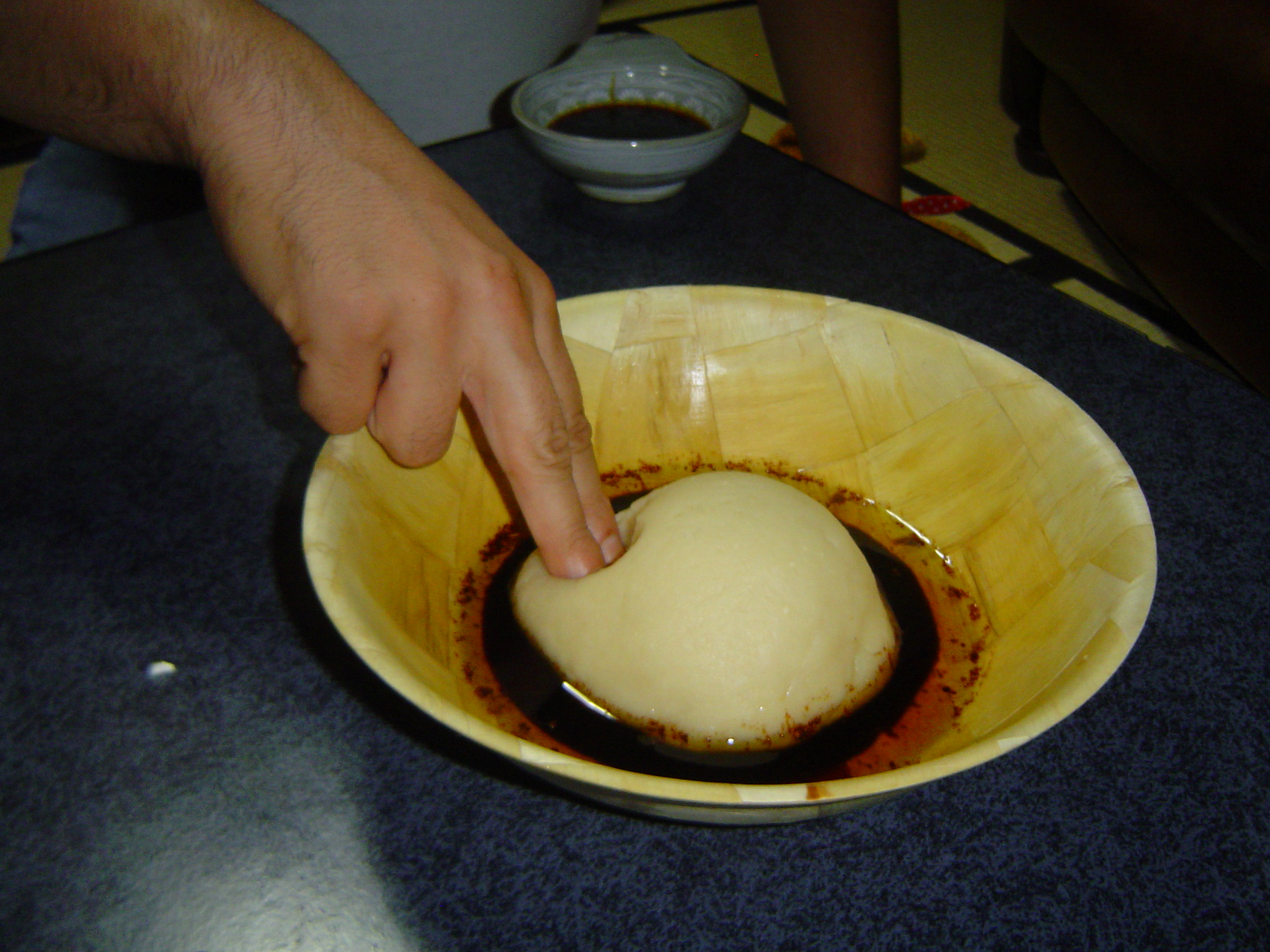
Asida Líbio servido com esfregar e ovelhas fundido ghee ; a maneira tradicional de comer asida líbia é fazê-lo usando os dedos indicador e médio da mão direita.

Localização da Líbia

A culinária da Líbia deriva muito das tradições das cozinhas mediterrânea, norte-africana e berbere. Um dos pratos mais populares da Líbia é o Bazin, um pão sem fermento preparado com cevada, água e sal. O Bazin é preparado fervendo a farinha de cevada em água e batendo-a para formar uma massa usando um magraf, que é um bastão exclusivo desenvolvido para esse fim. O consumo de carne suína é proibido, de acordo com a Sharia, as leis religiosas do Islã.
Em Trípoli, capital da Líbia, a culinária é especialmente influenciada pela culinária italiana. Massas são comuns e muitos pratos de frutos do mar estão disponíveis. A culinária do sul da Líbia é mais tradicionalmente árabe e berbere. Frutas e vegetais comuns incluem figos, tâmaras, laranjas, damascos e azeitonas.

## Comidas e pratos comuns

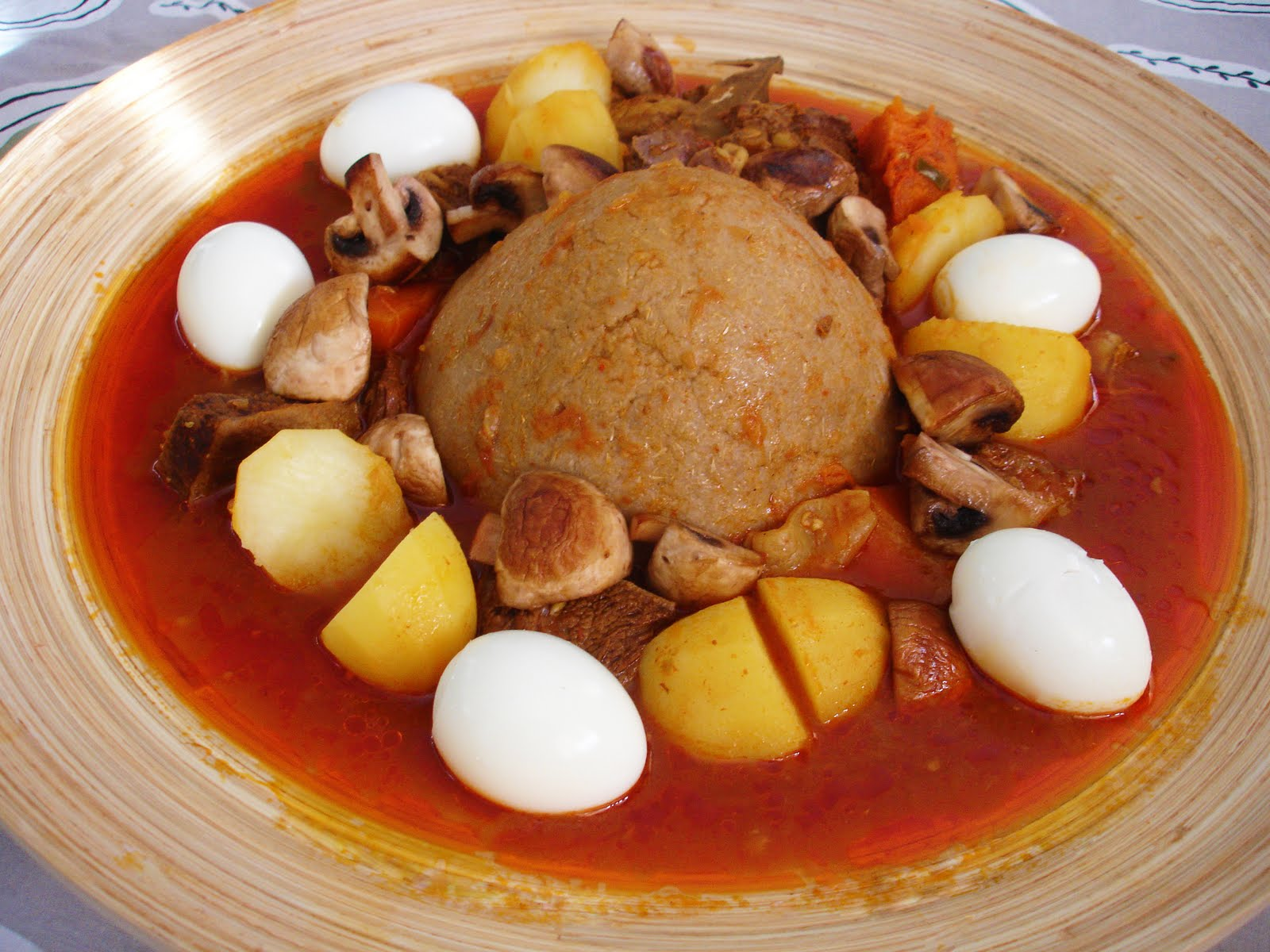
Bazin (centro) servido com ensopado e ovos cozidos inteiros

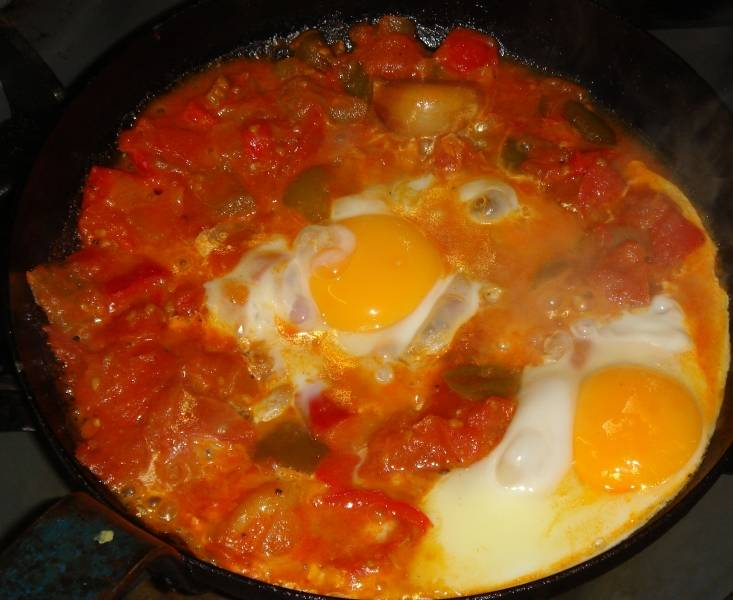
Ovo Shakshouka

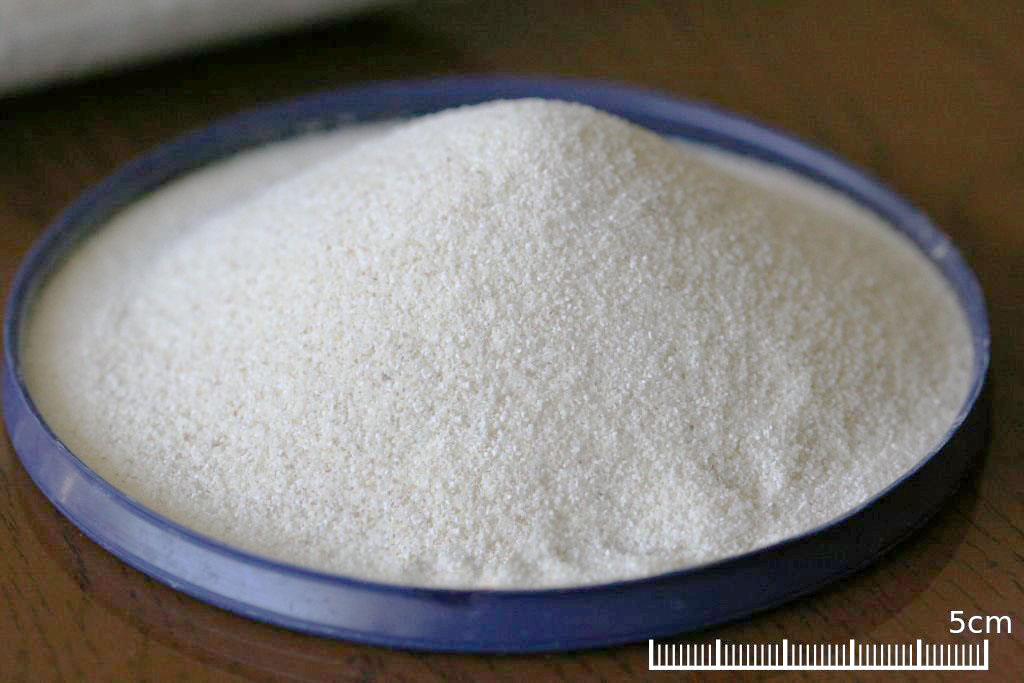
Semolina

O bazin é um alimento comum na Líbia feito com farinha de cevada e um pouco de farinha simples, que é fervida em água com sal para fazer uma massa dura e depois formada em uma cúpula arredondada e lisa colocada no meio do prato. O molho em volta da massa é feito fritando cebolas picadas com carne de cordeiro, açafrão, sal, pimenta caiena, pimenta do reino, feno-grego, páprica doce e pasta de tomate. Batatas também podem ser adicionadas. Finalmente, os ovos são fervidos e dispostos ao redor da cúpula. O prato é então servido com limão e pimenta-malagueta fresca ou em conserva, conhecida como amsiar. Batata mubattana (batata recheada) é outro prato popular que consiste em pedaços de batata frita recheados com carne picada picante e coberta com ovo e pão ralado.
Alimentos e pratos comuns adicionais incluem:
- Asida é um prato feito de um pedaço de massa de farinha de trigo cozida, às vezes com manteiga, mel ou Rub (ver abaixo).
- Pães,[3] incluindo pão achatado
- Bureek, turnovers
- Cuscuz, um prato de semolina do Norte da África
- Filfel chuma ou maseer, molho picante feito de pimenta doce em pó e pimenta e alho esmagado.
- Ghreyba, biscoitos amanteigados[4]
- Harissa é um molho de pimenta quente comumente consumido no Norte da África. Os ingredientes principais incluem pimenta malagueta, como piripiri e pimenta serrano, e especiarias como pasta de alho, coentro, pimenta vermelha em pó, cominho e azeite de oliva.[5]
- Hassaa, tipo de molho
- Cookies preenchidos com data, Magrood
- Mhalbiya, tipo de arroz doce
- Carneiro, carne de ovelha adulta
- Rub é um xarope espesso, marrom escuro, muito doce, extraído de tâmaras ou alfarroba, muito usado na Líbia, geralmente com Asida.
- O shakshouka é preparado com carne de carneiro ou carne seca envelhecida como base de carne da refeição e é considerado um prato tradicional de café da manhã.
- Shorba, cordeiro e sopa de vegetais com hortelã e pasta de tomate
- Tajine, cordeiro temperado com molho de tomate e colorau
- Usban, uma salsicha tradicional da Líbia

### Sobremesas e bebidas
- Makroudh
- Ghoriba
- Maakroun
- Drua (Salep líbio, feito de painço)
- Mafruka
- Kunafa
- Bolo Frio ou Tiramisu
- Mhalbiya
- Chá da Líbia, o chá da Líbia é uma bebida espessa servida em um copo pequeno, muitas vezes acompanhado de amendoim.[3] O café americano / britânico regular está disponível na Líbia e é conhecido como "Nescafé" (um nome impróprio). Refrigerantes e água mineral também são consumidos. O chá de menta magrebino também é uma bebida popular.

Todas as bebidas alcoólicas foram proibidas na Líbia desde 1969, de acordo com a Sharia, as leis religiosas do Islã. No entanto, o álcool importado ilegalmente está disponível no mercado negro, ao lado de uma bebida destilada caseira chamada Bokha. Bokha é frequentemente consumido com refrigerantes como misturadores.